# وایلدوود (کنتاکی)
وایلدوود (به انگلیسی: Wildwood) شهری در ایالت کنتاکی کشور ایالات متحده آمریکا است که جمعیت آن در سرشماری سال ۲۰۱۰ میلادی، ۲۶۱ نفر بوده‌است.